# Aprilia Racing
Aprilia Racing — спортивное подразделение компании Aprilia, итальянского производителя мотоциклов, созданное для представительства компании в соревнованиях по мотоспорта, прежде всего в чемпионате мира по шоссейно-кольцевым мотогонкам MotoGP, также в серии WSBK, в соревнованиях по мототриал в супермото и мотокроссу. По состоянию на 2013 год Aprilia Racing выиграла 52 титула чемпиона мира в разных классах.

## MotoGP
Aprilia дебютировала в чемпионате мира по шоссейно-кольцевым мотогонкам MotoGP в середине 1980-х в классе 125cc и 250cc с итальянскими гонщиками Алессандро Граминьи и Лорис Реджиани. Это стало ключом к философии команды «Сделано в Италии». Относительно небольшой производитель по сравнению с японскими гигантами, Aprilia всегда уделяла много внимания участия в мотогонках, получив в классе 125cc 10 кубков конструкторов, и ещё 9 в классе 250cc, став четвёртым самым успешным производителем в истории MotoGP.
В 1987 году Лорис Реджиани на Гран-При Сан-Марино в классе 125cc выиграл на Aprilia первую гонку.
Граминьи в 1992 году получил для Aprilia первый титул чемпиона мира в классе 125cc, Через два года Казуто Саката получил второй титул в той же категории.
Первый триумф в классе 250cc был связан с Максом «Императором» Бьяджи, который положил успешное начало эре доминирования Aprilia в классе, выиграв на Aprilia RSV250 3 чемпионата мира подряд в 1994—1996 годах.
В сезоне 1998 Лорис Капиросси выиграл ещё один чемпионат в классе «четвертушек».
Конец 1990-х ознаменовался успешным сотрудничеством «Aprilia Racing» в Валентино Росси, который выиграл свои первые 2 из 9 чемпионатов на мотоциклах Aprilia. Первые четыре года своей карьеры он провел именно на мотоциклах Aprilia, выиграв в 1997 году чемпионат в классе 125cc, а в 1999 — в классе 250cc, после чего перешел в «королевский» класс.
Aprilia Racing также решила сделать большой скачок, перейдя к классу 500cc, где уже более четверти века торжествовали японские производители. Конечно, задача не была легкой, и в первые годы (1996—2000) завод по Ноале с президентом Ивано Беджио и нидерландским инженером Яном Виттевеена работал над разработкой конкурентного прототипа. Помогали в этом Лорис Реджани Тэцуя Харада, Дориан Ромбони и Джереми Маквильямс, которые представляли команду в гонках.
В меньших классах успешные выступления команды продолжались, благодаря новой волны итальянских талантов. В классе 125cc в сезоне 2000 очередной титул получил Роберто Локателли, в 250cc Марко Меландри и Мануэль Поджали торжествовали в 2002 и 2003 годах соответственно.
Между тем, путь Aprilia к успеху в премьер-классе продолжался. В 2002-м класс 500cc был заменен на MotoGP, вместе с этим изменился технический регламент: разрешен рабочий объём двигателя был увеличен с 500 см³ до 990 см³. Надеясь бросить вызов японским гигантам Honda и Yamaha, Aprilia дебютировала в чемпионате по инновационным 3-цилиндровым RS Cube. Однако, несмотря на усилия Реджиса Лакони, Колина Эдвардса, Нориюки Хаги, Гарри МакКоя и Джереми Маквильямс, желаемые результаты не были достигнуты, что заставило Aprilia отказаться от участия в классе MotoGP в конце сезона 2004.
Акцент был смещён к классам 125cc и 250cc, где Aprilia не обошла вниманием появлением ряда восходящих звезд в соседней Испании. Так Альваро Баутиста победил в классе 125cc в 2006 году, а Хорхе Лоренсо дважды победил в категории 250cc в 2006 и 2007 годах.
Позже ещё два испанца — Хулиан Симон в 2009-м и Нико Тероль в 2011-м принесли Aprilia последние победы перед введению класса Moto3, после чего завершилась довольно успешная эра Aprilia Racing в MotoGP.
12 сентября 2014 было официально сообщено о подписании 4-летнего контракта между «Aprilia Racing» и командой Фаусто Грезини Gresini Racing для участия в классе MotoGP с сезона 2015. От этого выиграли обе стороны: Грезини сэкономил средства, которые должен потратить на мотоциклы, а Aprilia получила опытного партнера для развития своего гоночного проекта, а также сэкономила средства, ориентировочно 3,4 млн. €. Одним из гонщиков будет Альваро Баутиста. Сам Грезини течение одного сезона своей карьеры выступал на Aprilia: в 125cc в 1989 году.
| Год  | Класс | Чемпион             | Мотоцикл        |
| ---- | ----- | ------------------- | --------------- |
| 1992 | 125cc | Alessandro Gramigni | Aprilia RS125R  |
| 1994 | 125cc | Kazuto Sakata       | Aprilia RS125R  |
| 1994 | 250cc | Max Biaggi          | Aprilia RSW 250 |
| 1995 | 250cc | Max Biaggi          | Aprilia RSW 250 |
| 1996 | 250cc | Max Biaggi          | Aprilia RSW 250 |
| 1997 | 125cc | Valentino Rossi     | Aprilia RS125R  |
| 1998 | 125cc | Kazuto Sakata       | Aprilia RS125R  |
| 1998 | 250cc | Loris Capirossi     | Aprilia RSW 250 |
| 1999 | 250cc | Valentino Rossi     | Aprilia RSW 250 |
| 2000 | 125cc | Roberto Locatelli   | Aprilia RS125R  |
| 2002 | 125cc | Arnaud Vincent      | Aprilia RS125R  |
| 2002 | 250cc | Marco Melandri      | Aprilia RSW 250 |
| 2003 | 250cc | Manuel Poggiali     | Aprilia RSW 250 |
| 2006 | 125cc | Álvaro Bautista     | Aprilia RS125R  |
| 2006 | 250cc | Jorge Lorenzo       | Aprilia RSW 250 |
| 2007 | 125cc | Gábor Talmácsi      | Aprilia RSA 125 |
| 2007 | 250cc | Jorge Lorenzo       | Aprilia RSW 250 |
| 2009 | 125cc | Julián Simón        | Aprilia RSA 125 |
| 2011 | 125cc | Nicolás Terol       | Aprilia RSA 125 |